# Sveriges EU-minister
EU-ministern är ett statsråd som ingår i Sveriges regering och som utses av statsministern. EU-ministern är placerad vid Statsrådsberedningen (har tidvis sorterat under Utrikesdepartementet) och ansvarar för övergripande frågor om Europeiska unionen såsom EU:s strategi för tillväxt och sysselsättning, EU:s finansiella perspektiv (långtidsbudget), Lissabonfördraget samt förankring av EU-medlemskapet.
Fram till 1996 var Europaministern ett statsråd placerad vid Utrikesdepartementet. Posten inrättades vid regeringen Bildts tillträde 1991 och den första ämbetsinnehavaren, Ulf Dinkelspiel (M), ansvarade bland annat för anslutningsförhandlingarna med Europeiska unionen (hans titel var Europa- och utrikeshandelsminister). Mellan 1994 och 1996 innehades posten av Mats Hellström (S) som var statsråd i samband med Sveriges inträde i Europeiska unionen. År 2005 utnämndes Bosse Ringholm (S) till samordningsminister i EU-frågor. Cecilia Malmström (FP) var EU-minister i regeringen Reinfeldt 2006–2010, då hon blev EU-kommissionär och efterträddes av Birgitta Ohlsson (FP).
Efter ett par års uppehåll (2014–2016) återinfördes posten som EU-minister 25 maj 2016 när Ann Linde tillträdde som EU-minister, då placerad i Utrikesdepartementet. Hon efterträddes 21 januari 2019 av Hans Dahlgren som placerades vid Statsrådsberedningen. I regeringen Kristersson var Jessika Roswall EU-minister från 18 oktober 2022 till regeringsombildningen 10 september 2024, då hon som Sveriges kandidat till ny EU-kommissionär lämnade regeringen.

## Lista över Sveriges EU-ministrar
| Nr | Bild | Namn                                                         | Tillträde         | Frånträde         | Politisk tillhörighet | Politisk tillhörighet | Regering                         |
| -- | ---- | ------------------------------------------------------------ | ----------------- | ----------------- | --------------------- | --------------------- | -------------------------------- |
| 1  |      | Ulf Dinkelspiel (1939–2017)                                  | 4 oktober 1991    | 7 oktober 1994    |                       | Moderaterna           | Carl Bildt                       |
| 2  |      | Mats Hellström (född 1942)                                   | 7 oktober 1994    | 22 mars 1996      |                       | Socialdemokraterna    | Carlsson III                     |
|    |      |                                                              |                   |                   |                       |                       |                                  |
| 3  |      | Bosse Ringholm (född 1942)                                   | 1 januari 2005    | 6 oktober 2006    |                       | Socialdemokraterna    | Persson                          |
| 4  |      | Cecilia Malmström (född 1968)                                | 6 oktober 2006    | 10 februari 2010  |                       | Folkpartiet           | Reinfeldt                        |
| 5  |      | Birgitta Ohlsson (född 1975)                                 | 10 februari 2010  | 3 oktober 2014    |                       | Folkpartiet           | Reinfeldt                        |
| -  |      | Stefan Löfven och Margot Wallström delade på ansvarsområdet. | 3 oktober 2014    | 25 maj 2016       |                       |                       | Löfven I                         |
| 6  |      | Ann Linde (född 1961)                                        | 25 maj 2016       | 21 januari 2019   |                       | Socialdemokraterna    | Löfven I                         |
| 7  |      | Hans Dahlgren (född 1948)                                    | 21 januari 2019   | 18 oktober 2022   |                       | Socialdemokraterna    | Löfven II, Löfven III, Andersson |
| 8  |      | Jessika Roswall (född 1972)                                  | 18 oktober 2022   | 10 september 2024 |                       | Moderaterna           | Kristersson                      |
| 9  |      | Jessica Rosencrantz (född 1987)                              | 10 september 2024 | Nuvarande         |                       | Moderaterna           | Kristersson                      |